# عزرا باتلر (لاعب كرة قدم أمريكية)
عزرا باتلر (بالإنجليزية: Ezra Butler)‏ هو لاعب كرة قدم أمريكية جنوب أفريقي، ولد في 20 نوفمبر 1984 في كيب تاون في جنوب أفريقيا.